# 刘永 (蜀汉)
劉永（207年後—264年後），字公壽。三國時蜀漢昭烈帝劉備庶子、後主劉禪庶弟、安平王劉理異母兄。生母不詳。

## 生平
章武元年（221年）六月，封劉永為魯王。
建興八年（230年），因與東吳預定滅魏後分疆，魯在吳地而改封劉永為甘陵王。
咸熙元年（264年），劉永東遷洛陽，拜奉車都尉，封鄉侯。
劉永向來憎惡宦官黃皓，黃皓得寵當權後，向劉禪誣陷劉永，使劉永十多年都不能朝見劉禪。

## 家庭

### 父
- 劉備

### 兄弟
- 劉禪（同父異母）
- 劉理（同父異母）

### 子孫
- 劉玄，劉永之孫，永嘉之亂時奔蜀，被成漢皇帝李雄封為安樂公作為劉禪後代。

## 延伸阅读
[在维基数据编辑]
 《三國志/卷34》，出自陳壽《三國志》